# Abdul Rahman Pazhwak
Abdul Rahman Pazhwak (en pastún: عبدالرحمن پژواک‎; Provincia de Gazni, 7 de marzo de 1919-Peshawar, 8 de junio de 1995) fue un diplomático afgano, que se desempeñó como presidente de la Asamblea General de las Naciones Unidas durante su vigésimo primer período de sesiones, como así también durante la quinta sesión especial y la quinta sesión especial de emergencia de la Asamblea.

## Biografía
Nació en la provincia de Gazni en 1919, educándose en Afganistán. Comenzó su carrera como periodista, trabajando en el departamento de prensa del gobierno afgano, como editor en un periódico y como director general de una agencia de noticias.
Comenzó su carrera diplomática en 1946, siendo agregado cultural y de prensa en la embajada afgana en el Reino Unido. De 1947 a 1949 trabajó en la Organización Internacional del Trabajo, regresando posteriormente al servicio diplomático afgano como agregado cultural y de prensa en Estados Unidos. Entre 1951 y 1958 trabajó en el departamento de asuntos políticos del ministerio de Relaciones Exteriores, alcanzando el cargo de director general de dicho departamento. A lo largo de las décadas de 1950 y 1960 representó a Afganistán en varias conferencias internacionales.
Desde el 16 de abril de 1958 se desempeñó como representante permanente de Afganistán ante las Naciones Unidas. En ese cargo, fue representante ante el Consejo Económico y Social, entre 1959 y 1961, y miembro de la Comisión de Derechos Humanos de las Naciones Unidas hasta 1963, siendo su presidente durante dicho año. En 1963, Naciones Unidas le encargó examinar la relación entre el gobierno de Vietnam y la comunidad budista de ese país. El 18 de septiembre de 1966 fue elegido para presidir el vigésimo primer período de sesiones de la Asamblea General. En 1967 fue elegido presidente de dos sesiones especiales de la Asamblea. Dejó su rol de representante ante la ONU en 1972, tras catorce años.
Paralelo a su carrera, ha sido miembro y presidente de la Academia Afgana de Literatura, miembro de la Sociedad de Estudios Históricos de Afganistán, y presidente del instituto de promoción del idioma pashto. Como poeta, tradujo al pashto textos de Rabindranath Tagore, como así también poesías en idioma inglés.
En 1972, fue nombrado embajador en Alemania Occidental, en 1973 en la India y en 1976 en el Reino Unido. Dejó el cargo en 1978 por la Revolución de Saur, que instauró un estado socialista en Afganistán, siendo detenido bajo arresto domiciliario. Años más tarde emigró a Washington D. C. y en 1991 se trasladó a Peshawar (Pakistán), donde falleció en 1995.

## Obra
- Afghanistan, ancient Aryana (1954)[6]